# Alexandre de Serpa Pinto
Alexandre Alberto da Rocha de Serpa Pinto, també conegut com a Serpa Pinto, vescomte de Serpa Pinto (casa de Poldras, 10- 28) va ser un militar, polític, administrador colonial i explorador portuguès, recordat com a heroi per les seves expedicions a Àfrica meridional.

## Primers anys
Nascut a la freguesia i parròquia de Tendais, a la casa d'As Poldras, prop del riu Duero, al concelho de Cinfães, el 20 d'abril de 1846, fill del miguelista José da Rocha Miranda de Figueiredo, metge i de Carlota Cacilda Serpa Pinto, net, per part materna, del famós liberal, militar i polític, Alexandre Alberto de Serpa Pinto (m. 1839). Va ingressar al Col·legi Militar de Lisboa de Lisboa als deu anys i als disset anys, en 1864, es va convertir en el seu primer alumne que era comandant del batalló. Es va unir a l'Exèrcit Portuguès i va ser enviat a l'Àfrica Oriental Portuguesa.

### A Àfrica oriental
Serpa Pinto va viatjar per primera vegada a Àfrica oriental en 1869, en una expedició al riu Zambeze. Integrava una columna de quasimercenaris, l'objectiu conegut dels quals era enfrontar-se a les milícies de Bonga, que ja havien infligit a les tropes portugueses diverses derrotes humiliants. Però Serpa Pinto integrava la columna com a tècnic, avaluant la xarxa hidrogràfica i la topografia local, amb motius no solament bèl·lics, sinó més aviat estratègics en el reconeixement i posterior control de la regió.

### A Àfrica meridional
En 1877, va explorar l'àrea de la costa oest d'Angola, integrant una expedició que va partir de Benguela (Angola) i va comptar amb la participació dels capitans navals Hemenegildo Capelo i Roberto Ivens. A l'altura de Bié (a l'actual territori d'Angola) es va produir una escissió en el grup i Serpa Pinto va assumir pel seu compte i risc la travessia solitària que contravenia el motiu inicial d'una expedició científica: Ivens i Capello van anar cap al nord, mentre Serpa Pinto es va dirigir cap a l'est. Va creuar el riu Cuando al juny de 1878 i a l'agost va arribar a Lealui, la capital Lozi, al Zambeze. Aquí va rebre assistència del missioner François Coillard, la qual cosa li va permetre continuar la seva travessia al llarg del Zambeze cap a les cascades Victòria. Després es va dirigir cap al sud i va arribar a Pretòria, al nord de Sud-àfrica, el 12 de febrer de 1879, després d'haver creuat les conques del riu Congo i del Zambeze, Angola i parts de les actuals Zàmbia, Zimbabwe i Sud-àfrica.
Serpa Pinto va ser el quart explorador que va creuar Àfrica d'oest a est i el primer que va establir una ruta raonablement precisa entre Bié i Lealui. En 1881 la Royal Geographical Society li va atorgar la Medalla dels Fundadors «pel seu viatge a través d'Àfrica... en el qual va explorar cinc-centes milles d'un nou país». El relat dels seus viatges va aparèixer en portuguès en dos volums, amb el títol de Com eu atravessei Àfrica (Com vaig travessar Àfrica)
En 1884, Serpa Pinto va emprendre una exploració menys reeixida a les regions entre Moçambic i el llac Nyasa. L'expedició de Serpa Pinto tenia com a objectiu reconèixer l'àrea i cartografiar l'interior del continent africà, per preparar l'entrada de Portugal en la discussió per l'ocupació dels territoris africans que fins llavors només utilitzaven com a llocs comercials o destinació dels condemnats. L'«ocupació efectiva», sobre l'ocupació històrica, determinada per les actes de la Conferència de Berlín (1884-1885) va obligar el govern portuguès a actuar per reclamar una vasta regió del continent africà que uniria les províncies d'Angola i Moçambic (llavors embrionàries), a través de l'anomenat «mapa color de rosa».
Va ser nomenat cònsol general a Zanzíbar en 1885 i governador de Moçambic en 1889, quan va organitzar una expedició per assegurar les terres de Shire per a Portugal, però la seva intenció va fracassar després de l'ultimàtum britànic de 1890, per l'«incident Serpa Pinto», ja que hi va intervenir l'explorador en arriar les banderes angleses, en un espai cobejat i seguit pels espies del Regne Unit, els agents John Buchanan i H. H. Johnston.
Va ser nomenat Governador General de Cap Verd en 1897.

### Carrera política
Poc després va tornar a Portugal on va ser promogut al rang de coronel. L'aventura de Serpa Pinto va modelar una imatge d'un home intrèpid que va donar en militar un aura d'heroisme necessària en les litúrgies cíviques i les celebracions de fets passats, quan Portugal va passar per una greu crisi política i moral. En aquest sentit, la seva figura va ser explotada com el nou heroi dels nous descobriments que ja no navegaven pels mars, sinó per esquinçar les selves i sabanes d'Àfrica com a manera de mantenir el prestigi internacional en l'àmbit diplomàtic europeu.
Connotat amb l'ala dreta dels partits monàrquics portuguesos, el seu nom va desaparèixer després de 1910, en primer lloc per la necessitat d'exaltació de noves figures heroiques i per la cristal·lització a l'espai colonial europeu posterior a la Primera Guerra Mundial (1914-1918). La seva figura va ser ressuscitada per la seva filla, Carlota de Serpa Pinto, qui el va glorificar com a ídol heroic de l'Estat Nou, aventurer i administrador colonial, en lloc de polític i científic.
Tant el Rei Lluís I de Portugal, com el seu fill Carles I de Portugal, el van nomenar ajudant de camp, i el segon li va concedir el títol de vescomte de Serpa Pinto [1899]. Va morir a l'any següent, el 28 de desembre de 1900.

## Escrits
- Como eu atravessei Àfrica do Atlantico ao mar Indico (Vol. I), disponible al Projecte Gutenberg, en línea a:  (portuguès).
- Como eu atravessei Àfrica do Atlantico ao mar Indico (Vol. II), disponible al Projecte Gutenberg, en línea a:  (portuguès).
- Comment j'ai traversé l'Afrique: depuis l'Atlantique jusqu'à l'Océan indien à travers des régions inconnues (obra traduïda al francès des de l'edició anglesa acarada amb el text portuguès con autorització de l'autor per J. Belin de Launay), Hachette, París, 1881, 2 vol., vol. I: La carabine du roi; vol. II: La famille Coillard, 456 p. y 468 p. (text integre a Gallica:  i ) (francès)